# United States Coast Guard
De United States Coast Guard (USCG) is de Amerikaanse kustwacht. De USCG is het onderdeel van de Amerikaanse strijdkrachten dat verantwoordelijk is voor maritieme wetshandhaving, search and rescue, nationale defensie en alle andere kustwachttaken. Als een van de acht geüniformeerde diensten van de Verenigde Staten, en de kleinste bewapende dienst, heeft de USCG de missie om het publiek, het milieu en economische en veiligheidsbelangen van de Verenigde Staten in elke maritieme regio waar die belangen in gevaar kunnen zijn, waaronder internationale wateren en Amerika's kusten, havens en binnenlandse waterwegen.
De Coast Guard valt momenteel onder het Department of Homeland Security (DHS), in tegenstelling tot de andere onderdelen van de krijgsmacht, die in vredestijd vallen onder het Department of Defense.
De United States Coast Guard heeft een brede en belangrijke rol in wetshandhaving, search and rescue, reageren op maritieme milieuvervuiling en het onderhoud van de navigatiestelsels op de rivieren en op zee. De USCG heeft ongeveer 39.000 mannen en vrouwen in actieve dienst, 8.100 reservisten, 7.000 fulltime civiele medewerkers en 35.000 auxiliaristen.
Het motto van de Coast Guard is Semper Paratus, wat "Altijd Paraat" betekent. De USCG heeft sinds haar oprichting meegedaan in elk conflict waar de Verenigde Staten bij betrokken waren, van de landingstroepen op D-Day en in de Pacific tijdens de Tweede Wereldoorlog, uitgebreide patrouilles en kustbombardementen tijdens de Vietnamoorlog tot de Irakoorlog in 2003.
De wettelijke basis voor de Coast Guard ligt in 14 United States Code § 1, waar staat: "De Coast Guard, zoals opgericht op 28 januari 1915, zal een militaire dienst zijn, en zal te allen tijde een onderdeel van de Amerikaanse strijdkrachten zijn." Op 25 februari 2003 werd de Coast Guard onder het Department of Homeland Security geplaatst. De Coast Guard rapporteert direct aan de minister van Homeland Security. Maar, zoals staat in 14 United States Code § 3, bij verklaring van oorlog en wanneer het Congres of de president dit afkondigt, opereert de Coast Guard als onderdeel van het Department of the Navy.
Als leden van een militaire dienst, dient het personeel van de US Coast Guard zich te houden aan de Uniform Code of Military Justice en hebben ze hetzelfde salaris, rechten en plichten als leden met hetzelfde salaris in de andere vier bewapende diensten.

## Geschiedenis
De wortels van de Coast Guard liggen in de United States Revenue Cutter Service, opgericht onder het Amerikaanse Ministerie van Financiën in 1790. Tot de oprichting van de United States Navy tien jaar later, was de Cutter Service de enige zeemacht van de vroege Verenigde Staten.
"First Fleet" is een term die soms gebruikt wordt als informele verwijzing naar de US Coast Guard, maar voor zover men kan nagaan is deze term nooit officieel gebruikt door de VS als aanduiding voor een eenheid binnen de Coast Guard of de US Navy. De informele aanduiding honoreert aan het feit dat tussen 1790 en 1798 er geen marine was en de kotters, welke de voorgangers waren van de Coast Guard, waren de enige oorlogsschepen die de kust, handel en maritieme belangen verdedigden van de nieuwe republiek.
De moderne Coast Guard stamt van 1915, toen de Cutter Service samenging met de United States Life-Saving Service en het Congres het bestaan van de nieuwe organisatie formaliseerde. In 1939 werd de United States Lighthouse Service toegevoegd aan de Coast Guard in 1942 het Bureau of Marine Inspection and Navigation. In 1967 werd de Coast Guard onderdeel van het Department of Transportation, wat zo bleef tot het in 2003 onder Homeland Security kwam.
In oorlogstijd kan de Coast Guard onder het Department of the Navy vallen. Deze overeenkomst heeft een brede historische basis, daar de Coast Guard betrokken is geweest bij een zeer divers scala aan oorlogen, zoals de Oorlog van 1812, de Mexicaans-Amerikaanse Oorlog en de Amerikaanse Burgeroorlog, waarbij de kotter Harriet lane de eerste maritieme schoten loste op Fort Sumter. De laatste keer dat de Coast Guard geheel onder de Navy diende was in de Tweede Wereldoorlog.

## Organisatie
Het hoofdkwartier van de Coast Guard is op 2100 Second Street, SW, in Washington D.C.. In 2005 maakte de Coast Guard bekend plannen te hebben om te verhuizen naar de plek van het oude St. Elizabeth's Hospital in Washington. Dat project staat momenteel in de ijskast vanwege milieu, historische en congressionele aspecten. Er zijn ook nog een aantal andere locaties voorgesteld, waaronder een upgrade van de huidige locatie.

## Personeel

### Officierenkorps
Er zijn meerdere manieren waarop men officier kan worden bij de US Coast Guard. De twee meest gebruikelijke zijn:

#### United States Coast Guard Academy
De Coast Guard Academy ligt aan de Thames River in New London, Connecticut. Het is de enige militaire academie, naast de gespecialiseerde Uniformed Services University of the Health Sciences, zonder congressionele of presidentiële benoeming. Elk jaar worden er ongeveer 175 cadetten aangenomen. Iedereen die slaagt aan de Academy moet vijf jaar in actieve dienst dienen.

#### Officer Candidate School
Als aanvulling op de Academy kunnen aankomende officieren bij de Coast Guard komen door een 17-weekse opleiding te ondergaan bij de Officer Candidate School (OCS) aan de Coast Guard Academy in New London, Connecticut. Afgestudeerden van de OCS moeten drie jaar in actieve dienst dienen. OCS biedt een rigoureuze 17-weekse cursus die de kandidaten voorbereidt om effectief als officieren in de Coast Guard te dienen. Als aanvulling op het indoctrineren van de kandidaten met een militaire levensstijl, biedt OCS ook een variatie aan technische informatie, benodigd voor het uitvoeren van de taken van een Coast Guard Officer.
Geslaagden van het programma krijgen een aanstelling in de Coast Guard met de rang Ensign en moeten minimaal drie jaar actief dienen. Ze kunnen toegewezen worden aan een schip, vliegtraining, een stafbaan of een kantoor aan land. De eerste aanstelling is gebaseerd op de behoefte binnen de Coast Guard. Persoonlijke wensen en prestaties aan de OCS worden wel meegenomen. Alle afgestudeerden moeten beschikbaar zijn voor wereldwijde inzet.
Naast burgers van de Verenigde Staten, studeren buitenlandse cadetten en kandidaten ook aan de OCS.

### Warrant Officers
Hoog gekwalificeerd personeel, van de functies E-6 tot E-9, strijden elk jaar voor een aanstelling als Warrant Officer. Succesvolle kandidaten worden gekozen door een raad, en daarna aangesteld als Chief Warrant Officers (CWO-2).

### Rekruten
Nieuwe rekruten worden voor acht weken basistraining naar het Coast Guard Training Center Cape May in Cape May, New Jersey gestuurd.
Het trainingsschema bevat onder andere:
- Fysieke fitheid
- Watersurvival en zwemkwalificatie
- Voeding
- Zelfdiscipline
- Militaire vaardigheden
- Zeemanschap

Na het slagen worden de meesten naar hun eerste eenheid gestuurd waar ze verdere orders afwachten voor verdere training binnen hun gekozen terrein. Sommigen gaan daar meteen heen na het slagen in de basistraining.
Onderofficieren volgen ongeveer dezelfde opleiding als de Onderofficieren van de US Navy.

## Materieel

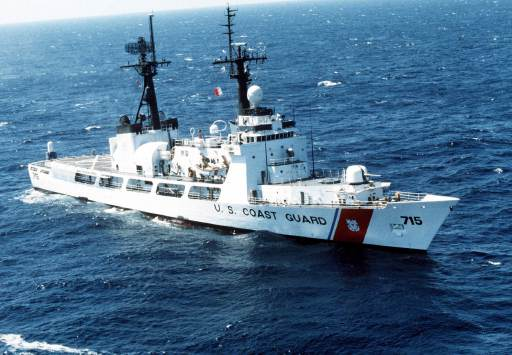
USCG Hamilton

De USCG heeft verschillende soorten materieel. Ze heeft een vloot aan schepen, variërend van opblaasbare rubberboten tot gigantische ijsbrekers. Verder heeft ze nog ongeveer 210 vliegtuigen en helikopters. Daarnaast beschikt de Coast Guard nog over een arsenaal aan wapens, van pistolen tot machinegeweren.

## Symbolen

### Kernwaarden
De Coast Guard heeft, net zoals de andere strijdkrachten van de VS, een set kernwaarden dewelke gelden als ethische leidraad voor leden van de Coast Guard. Volgens het rekruteringspamflet The Helmsman zijn het:
- Eer: Absolute integriteit is onze standaard. Een lid van de Coast Guard demonstreert eer in alles: nooit liegen, valsspelen of stelen. We doen het goede, omdat dat het goede is - altijd.
- Respect: Wij vinden waardigheid erg belangrijk, of het nu een gestrande schipper, een immigrant of een andere Coast Guard medewerker, wij beschermen en assisteren.
- Toewijding: Een Coast Guard medewerker houdt zich aan de vijf maritieme beveiligingsrollen: Maritieme veiligheid, maritieme wetshandhaving, maritieme milieubescherming, maritieme mobiliteit en nationale defensie. We zijn loyaal en verantwoordelijk voor publiek vertrouwen. Wij verwelkomen verantwoordelijkheid.

### Coast Guard Ensign
De Coast Guard Ensign (Vlag) werd voor het eerst gevoerd door de Revenue Cutter Service in 1799, om zich te onderscheiden van handelsschepen. In de order stond dat de vlag bestaat uit "16 loodrechte strepen, verschillend rood en wit met het wapen van de Verenigde staten in het blauw op een witte achtergrond". (In die tijd bestond de VS nog uit 16 staten)
Het doel van de vlag is het duidelijk maken aan schippers dat het schip met de vlag de bevoegdheid heeft om een schip tot staan te brengen en aan boord te komen. Deze vlag wordt alleen gevoerd als symbool van wetshandhaving, en wordt nooit gebruikt als parade standaard.

### Coast Guard Standaardvaandel
Het standaardvaandel wordt gebruikt in parades en alle gevechtsonderscheidingen van de Coast Guard staan erop. Het embleem op de vlag is een van het wapen van de VS afgeleide adelaar, met daarboven de tekst United States Coast Guard. Onder de adelaar staat de tekst Semper Paratus en daaronder 1790.

### Racing Stripe

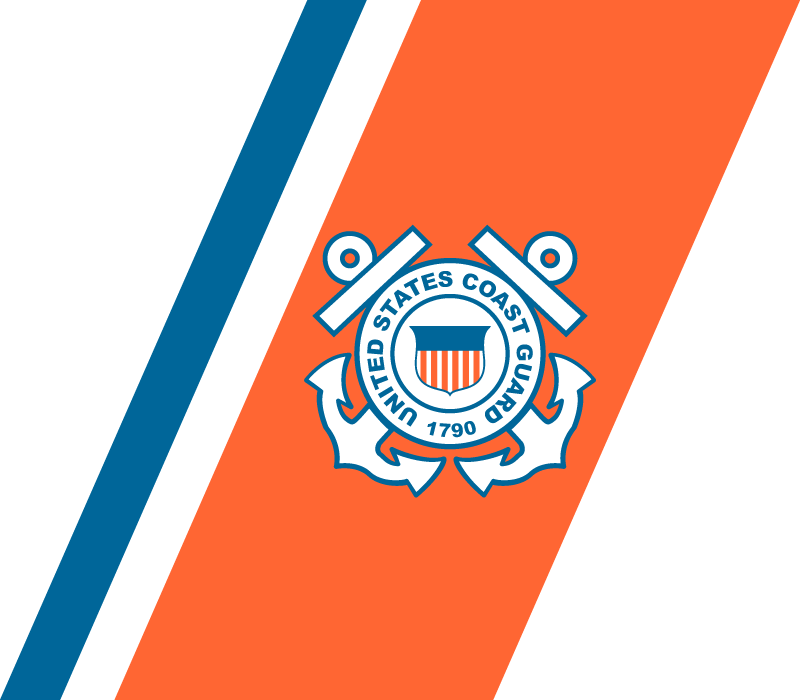
Racing Stripe

De Racing Stripe is ontworpen in 1964 om de Coast Guard een onderscheidende en modernere uitstraling te geven en werd voor het eerst gebruikt in 1967. Het symbool is een smalle blauwe baan, daarnaast een smalle witte baan gevolgd door een brede rode baan met in het midden het Coast Guard schild. De strepen staan schuin, onder een hoek van 64 graden, niet toevallig het jaar waarin de strepen ontworpen zijn. De Stripe wordt ook gebruikt door andere kustwachten, zoals de Canadese Kustwacht, de Italiaanse Guardia Costeira, de Indiase Kustwacht, de Australian Customs Service en ook de Nederlandse Kustwacht. Ondersteuningsschepen van de Coast Guard gebruiken ook de Stripe, maar dan met omgekeerde kleuren.